# آبشار (نقاشی روسو)
آبشار (به فرانسوی: La cascade)، نام تابلویی نقاشی از آنری روسو، نقاش پسادریافتگر فرانسوی به سال ۱۹۱۰ میلادی است.
اثر آبشار کوچکی را در میان جنگلی انبوه و استوایی به تصویر کشیده‌است. نقاش این اثر را در آخرین سال عمرش به تصویر کشید و به گفته برخی از کارشناسان هنر، اثر «ناتمام» است. روسو با وجود آن‌که آثار زیادی را با موضوع جنگل‌های استوایی و مکان‌های عجیب و غریب در دور دست‌ها خلق کرد، اما هرگز به خارج از فرانسه سفر نکرده بود. صحنه‌های خیالی او توسط بازدید از باغ‌وحش پاریس و تصاویر کارت پستال، عکس و مجلات خلق شده‌بودند.
این اثر از آثار دوره دوم نقاشی‌های روسو از جنگل است که تم مستند در آنها، کمرنگ شده و به فانتزی نزدیک شده‌اند.
این اثر اکنون در مالکیت مؤسسه هنر شیکاگو قرار دارد.